# 神奈川県の観光地

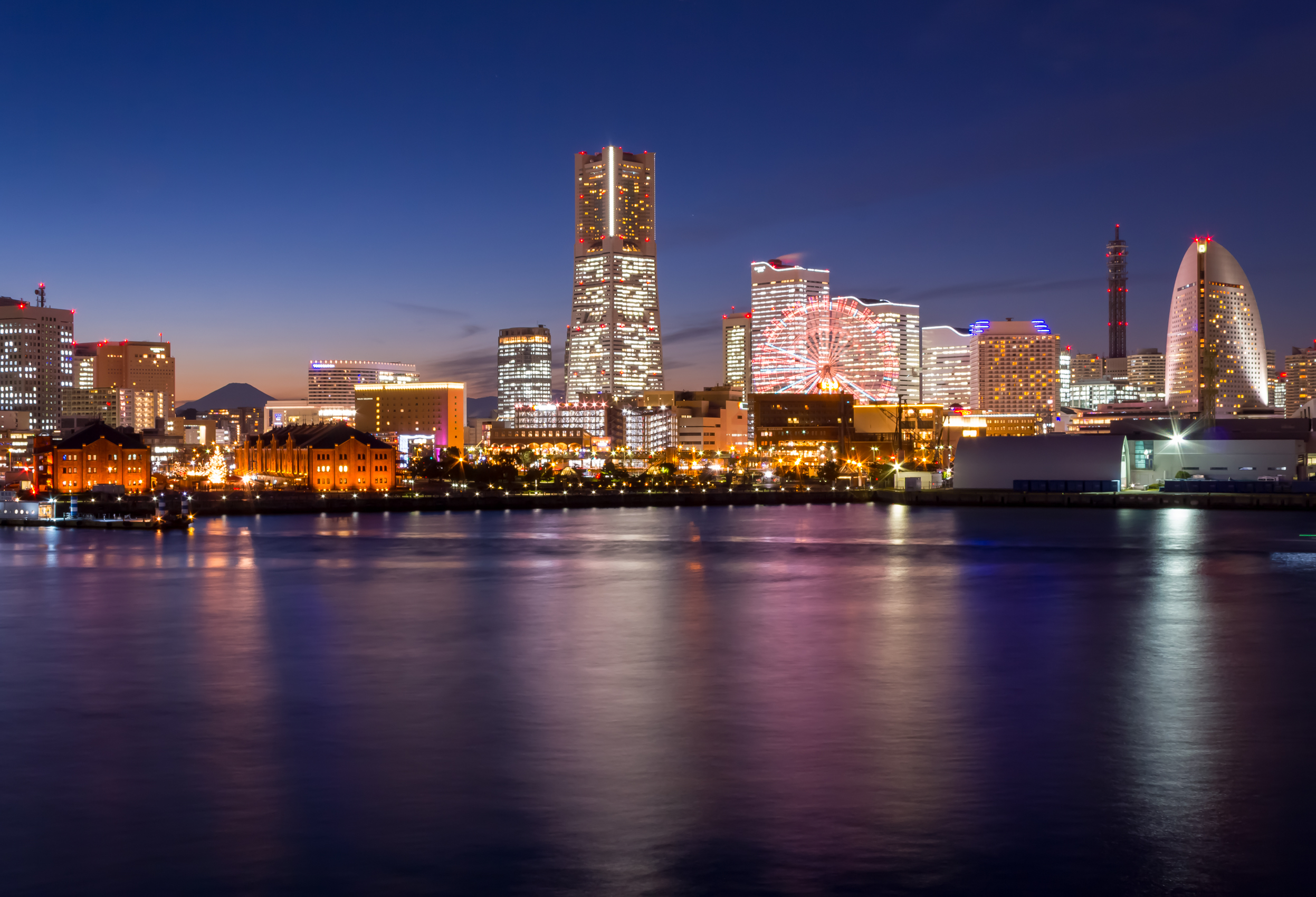
横浜みなとみらい21

神奈川県の観光地（かながわけんのかんこうち）では、神奈川県にある主な観光地などについて述べる。

## 対象別

### 文化財など

#### 国宝建築
- 円覚寺 – 舎利殿

- 円覚寺

#### 国の名勝
- 円覚寺庭園（鎌倉市）
- 建長寺庭園（鎌倉市）
- 三溪園（横浜市）
- 瑞泉寺（鎌倉市）
- 山手公園（横浜市）

- 円覚寺庭園
- 建長寺庭園
- 三溪園
- 瑞泉寺石庭

#### 特別天然記念物
- 無し

#### 重要伝統的建造物群保存地区
- 無し

#### 重要文化財・史跡等
- 日本民家園（右）
江向（えむかい）家住宅（重要文化財）
- 山手イタリア山庭園
外交官の家
（重要文化財）
- 箱根旧街道
（国の史跡）
- 市ヶ尾横穴古墳群
（神奈川県指定有形文化財）

#### 重要文化的景観
- 無し

#### 登録記念物
- 山下公園
- 日本大通り
- 横浜公園
- 恩賜箱根公園
- 強羅公園
- 神仙郷

- 山下公園
- 日本大通り
- 横浜公園
- 恩賜箱根公園

#### 文化施設
博物館・美術館
水族館
- 横浜・八景島シーパラダイス
- 横浜市立間門小学校附属海水水族館
- 横浜開運水族館フォーチュンアクアリウム
- 新江ノ島水族館
- 相模川ふれあい科学館
- 箱根園水族館

- 川崎市市民ミュージアム
- 電気の史料館
- 横浜こども科学館
- 神奈川県立近代美術館

### 公園等

#### 国立・国定公園・国営公園
- 国立公園
  - 富士箱根伊豆国立公園
- 国定公園
  - 丹沢大山国定公園
- 国営公園
  - 無し

- 富士箱根伊豆国立公園
(箱根駒ヶ岳)
- 丹沢大山国定公園
(大山山頂)

#### ラムサール条約登録地
- 無し

#### 県立自然公園
- 神奈川県立丹沢大山自然公園
- 神奈川県立真鶴半島自然公園
- 神奈川県立奥湯河原自然公園
- 神奈川県立陣馬相模湖自然公園

- 神奈川県立丹沢大山自然公園
(仏果山)
- 神奈川県立真鶴半島自然公園
(真鶴岬)

#### 県立都市公園
- 東高根森林公園
- 神奈川県立三ツ池公園
- 保土ケ谷公園
- 四季の森公園
- 境川遊水地公園
- はやま三ヶ岡山緑地
- 葉山公園
- 塚山公園
- 観音崎公園
- 城ケ島公園
- 座間谷戸山公園
- 相模三川公園
- 相模原公園
- 神奈川県立津久井湖城山公園
- 相模湖公園
- 神奈川県立あいかわ公園
- 七沢森林公園
- 神奈川県立秦野戸川公園
- 湘南海岸公園
- 辻堂海浜公園
- 神奈川県立茅ケ崎里山公園
- 湘南汐見台公園
- 大磯城山公園
- おだわら諏訪の原公園
- 恩賜箱根公園

- 相模原公園
- 辻堂海浜公園
保存しているクハ2658
- 湘南海岸公園 (藤沢市)
（1960年）
- 東高根森林公園
トラツグミ（2005年3月8日撮影）

#### 大型公園・動物園・植物園・遊園地
公園全般
動物園・植物園・遊園地
- よこはま動物園ズーラシア
- 横浜市立金沢動物園
- 野毛山動物園
- 夢見ヶ崎動物公園
- 横浜市こども植物園
- 神奈川県立フラワーセンター大船植物園
- 箱根町立箱根湿生花園
- 江の島サムエル・コッキング苑
- よこはまコスモワールド
- 横浜・八景島シーパラダイス
- さがみ湖MORI MORI

- 横浜・八景島シーパラダイス
- よこはま動物園ズーラシア
- 神奈川県立フラワーセンター大船植物園
- 日本丸メモリアルパーク

#### 恋人の聖地
- 箱根 彫刻の森美術館
- 横浜マリンタワー
- 横須賀美術館

- 箱根 彫刻の森美術館
- 横浜マリンタワー
- 横須賀美術館

### 祭事・行事
- 横浜開港祭：横浜市
- 小田原北條五代祭り：小田原市
- 鶴岡八幡宮例大祭：鎌倉市
- 浜降祭:茅ヶ崎市
- 湘南ひらつか七夕まつり：平塚市

- 小田原北條五代祭り
- 鶴岡八幡宮例大祭
- 湘南ひらつか七夕まつり

## 地域別

### 横浜地域
- 横浜市
  - 鶴見区 - キリンビール横浜工場、生麦魚河岸通り、海芝公園、生麦事件碑、横浜ベイブリッジ、三ッ池公園、總持寺、スパ・リブールヨコハマ、鶴見つばさ橋、大黒海づり施設、蛇も蚊も
  - 神奈川区 - 横浜ベイクォーター、インスパ横浜、六角橋商店街、本覚寺、ポートサイド地区、三ツ沢公園（三ツ沢公園球技場など）
  - 西区 - 横浜みなとみらい21（横浜ランドマークタワー・ドックヤードガーデン、横浜アンパンマンこどもミュージアム、MARK IS みなとみらい、日産グローバル本社ギャラリー、クイーンズスクエア横浜、原鉄道模型博物館、横浜美術館、横浜みなと博物館、日本丸メモリアルパーク、臨港パーク、ぷかりさん橋、三菱みなとみらい技術館、Orbi Yokohamaなど）、そごう美術館、スカイスパYOKOHAMA、ジョイナスの森彫刻公園、野毛山公園・野毛山動物園、横浜イングリッシュガーデン、成田山横浜別院延命院、洪福寺、伊勢山皇大神宮、掃部山公園、横浜開港祭
  - 中区 - 横浜中華街（横浜博覧館、横浜開運水族館フォーチュンアクアリウム、横浜大世界アートリックミュージアムなど）、山下公園・赤い靴はいてた女の子像・氷川丸、横浜人形の家、横浜マリンタワー、ホテルニューグランド、神奈川県立県民ホール、横浜情報文化センター（放送ライブラリー・日本新聞博物館など）、横浜赤レンガ倉庫、よこはまコスモワールド、汽車道、安藤百福発明記念館 横浜、横浜ワールドポーターズ、横浜みなとみらい 万葉倶楽部、象の鼻パーク、大さん橋、元町商店街、元町公園、アメリカ山公園、神奈川県立歴史博物館、馬車道、横浜指路教会、日本大通り、横浜公園・横浜スタジアム、三溪園、本牧山頂公園、本牧市民公園、山手234番館、エリスマン邸、港の見える丘公園（横浜市イギリス館・山手111番館など）、山手イタリア山庭園・外交官の家、横浜外国人墓地、カトリック山手教会、ブリキのおもちゃ博物館、日本郵船歴史博物館、横浜市開港記念会館、神奈川県庁舎、横浜海岸教会、横浜税関資料展示室、大通り公園、横浜開港資料館、横浜港シンボルタワー、横浜ベイブリッジ、野毛大道芸、横浜ジャズプロムナード
  - 南区 - 弘明寺
  - 保土ケ谷区 - 洪福寺松原商店街、保土ケ谷公園、陣ヶ下渓谷
  - 磯子区 - 横浜こども科学館、横浜市電保存館
  - 金沢区 - 横浜・八景島シーパラダイス、三井アウトレットパーク 横浜ベイサイド、横浜ベイサイドマリーナ、横浜市立金沢動物園、海の公園、野島公園、称名寺
  - 港北区 - 横浜アリーナ、新横浜プリンスペペ、キュービックプラザ新横浜、新横浜ラーメン博物館、KOSÉ新横浜スケートセンター、トレッサ横浜、横浜国際総合競技場、西方寺、大倉山公園
  - 戸塚区 - 富塚古墳
  - 港南区 - 久良岐公園
  - 旭区 - よこはま動物園ズーラシア、こども自然公園
  - 緑区 - フィールドアスレチック横浜つくし野コース、四季の森公園
  - 瀬谷区 - 長屋門公園
  - 栄区 - 田谷の洞窟、地球市民かながわプラザ
  - 泉区 - 境川遊水地公園、天王森泉公園
  - 青葉区 - こどもの国、寺家ふるさと村
  - 都筑区 - ららぽーと横浜、IKEA港北、サウスウッド、モザイクモール港北、横浜市歴史博物館、横浜国際プール

- 横浜中華街
- 新横浜ラーメン博物館
- 横浜ベイブリッジ
- 横浜赤レンガ倉庫

### 川崎地域
- 川崎市
  - 川崎区 - アトレ川崎、川崎アゼリア、ラ チッタデッラ、川崎大師、大師公園、川崎マリエン、川崎競馬場、稲毛神社、味の素川崎工場、川崎競輪場、カワスイ 川崎水族館、カワサキハロウィン
  - 幸区 - ラゾーナ川崎プラザ、夢見ヶ崎動物公園、東芝未来科学館、ミューザ川崎
  - 中原区 - 等々力陸上競技場、川崎市市民ミュージアム、川崎市とどろきアリーナ、中原平和公園
  - 高津区 - 岡本かの子文学碑、川崎市民プラザ、多摩川花火大会
  - 多摩区 - 生田緑地(藤子・F・不二雄ミュージアム、川崎市岡本太郎美術館、日本民家園など)、かわさき宙と緑の科学館、二ヶ領用水
  - 宮前区 - 電車とバスの博物館、東高根森林公園
  - 麻生区 - 王禅寺、王禅寺ふるさと公園

- 川崎大師
- 川崎競馬場
- 等々力陸上競技場
- ラゾーナ川崎プラザ

### 横須賀三浦地域
- 横須賀市 - 三笠公園・記念艦三笠、横須賀美術館、猿島、ヴェルニー公園、長井海の手公園 ソレイユの丘、横須賀モアーズシティ、観音崎、観音崎自然博物館、ペリー公園、くりはま花の国、立石公園、横須賀芸術劇場、海辺つり公園、走水神社、荒崎公園、平和中央公園、衣笠山公園、うみかぜ公園、横須賀しょうぶ園、太田和つつじの丘
- 鎌倉市 - 長谷寺、鶴岡八幡宮、円覚寺、高徳院、報国寺、銭洗弁財天宇賀福神社、大船観音寺、建長寺、光明寺、小町通り、明月院、浄智寺、東慶寺、稲村ヶ崎、鎌倉宮、亀ヶ谷坂、鎌倉文学館、瑞泉寺、朝夷奈切通、杉本寺、源氏山公園、妙本寺、浄妙寺、由比ヶ浜、安養院、段葛、荏柄天神社、鎌倉国宝館、円応寺、宝戒寺、成就院、常楽寺、六地蔵、寿福寺、海蔵寺、光則寺、覚園寺、佐助稲荷神社、本覚寺、満福寺、葉祥明美術館、極楽寺、称名寺、英勝寺、材木座海岸、葛原岡神社、化粧坂、神奈川県立大船フラワーセンター、九品寺、江ノ島電鉄、御霊神社、鎌倉山、湘南モノレール、面掛行列
- 逗子市 - 逗子マリーナ、披露山公園、大崎公園、逗子海岸、延命寺、名越切通し、神武寺
- 三浦市 - 京急油壺マリンパーク、城ヶ島・城ヶ島灯台、三崎漁港、三崎フィッシャリーナ、にじいろさかな号、三浦海岸、小松ヶ池公園、城ヶ島大橋、馬の背洞門、油壺、荒井浜海水浴場、剱埼灯台、三崎朝市、白髭神社、海南神社、和田海水浴場、チャッキラコ
- 葉山町 - 神奈川県立近代美術館葉山館、神奈川県立葉山公園、森戸神社、長者ヶ崎・大浜海水浴場、不動滝、森戸海水浴場、一色海水浴場

- 記念艦三笠
- 名越切通し
- 城ヶ島灯台
- 逗子マリーナ

### 県央地域
- 相模原市
  - 緑区 - 嵐山、相模湖、相模湖公園、さがみ湖MORI MORI、陣馬山、さがみ湖温泉 うるり、津久井湖、相模原北公園、観音寺、上大島キャンプ場、石老山、青根キャンプ場、焼山、青野原オートキャンプ場、城山かたくりの里、さがみ湖湖上祭花火大会、小倉橋灯ろう流し、橋本七夕まつり
  - 中央区 - 相模川ふれあい科学館、相模原市立博物館、淵野辺公園（銀河アリーナなど）、横山公園、鹿沼公園、道保川公園、相模原納涼花火大会、相模原市民桜まつり
  - 南区 - 相模原麻溝公園、ボーノ相模大野、相模原公園、無量光寺、相模の大凧まつり、相模川芝ざくらまつり
- 厚木市 - ツリークロスアドベンチャー厚木・七沢、ぼうさいの丘公園、七沢温泉、長谷寺（飯山観音）、七沢森林公園、相模川、飯山温泉、厚木市荻野運動公園、金剛寺、飯山白山森林公園、あつぎ鮎まつり
- 大和市 - 大和ゆとりの森、引地台公園、泉の森、宇都宮記念公園、深見神社
- 海老名市 - ららぽーと海老名、ビナウォーク、海老名中央公園、相模三川公園、海老名運動公園、ファンタジーキッズリゾート海老名、相模国分寺、秋葉山古墳群、海老名市温故館、有鹿神社
- 座間市 - 座間谷戸山公園、星谷寺、鈴鹿明神社、座間市ひまわりまつり
- 綾瀬市 - 綾瀬スポーツ公園、城山公園、光綾公園、五社神社、神崎遺跡
- 愛川町 - 宮ヶ瀬ダム、服部牧場、神奈川県立あいかわ公園、半原温泉
- 清川村 - 宮ヶ瀬ダム、丹沢山、別所温泉、道の駅清川

- 相模湖
- 長谷寺（飯山観音）
- 相模国分寺
- 泉の森

### 湘南地域
- 藤沢市 - 江の島（江島神社、江の島灯台、江の島サムエル・コッキング苑、稚児ヶ淵、江の島岩屋、片瀬江ノ島駅、江の島アイランドスパ、江の島大師、児玉神社、恋人の丘 龍恋の鐘、湘南港など）、新江ノ島水族館、テラスモール湘南、湘南モールフィル、龍口寺、日本大学生物資源科学部博物館、湘南台公園、辻堂海浜公園、片瀬東浜海水浴場、湘南台文化センター、片瀬西浜・鵠沼海水浴場、清浄光寺（遊行寺）、辻堂海水浴場、白旗神社、大庭城址公園、長久保公園都市緑化植物園、江ノ島電鉄、ふじさわ江の島花火大会、湘南台七夕まつり、辻堂諏訪神社例大祭
- 茅ヶ崎市 - サザンビーチちがさき、烏帽子岩、神奈川県立茅ケ崎里山公園、茅ヶ崎中央公園、茅ヶ崎館、浄見寺、下寺尾官衙遺跡群、浜降祭、大岡越前祭、サザンビーチちがさき花火大会
- 平塚市 - 平塚市総合公園、ららぽーと湘南平塚、OSC湘南シティ、湘南平、平塚八幡宮、平塚市美術館、光明寺、平塚市博物館、湘南海岸公園、前鳥神社、平塚競技場、平塚競輪場、湘南ひらつか七夕まつり
- 秦野市 - 鶴巻温泉、塔ノ岳、桜土手古墳群、菜の花台園地、神奈川県立秦野戸川公園、大日堂、震生湖、弘法山、金剛寺、滝沢園キャンプ場、秦野盆地湧水群、出雲大社相模分祠、秦野たばこ祭
- 伊勢原市 - 大山、大山阿夫利神社、大山ケーブルカー、大山寺、日向薬師、伊勢原市子ども科学館、渋田川、日向渓谷マス釣り場、比々多神社
- 寒川町 - 寒川神社、神奈川県水道記念館、梶原景時館址、一之宮公園（西寒川支線跡）、大神塚古墳、岡田遺跡、倉見神社
- 大磯町 - 高麗山、鴫立庵、大磯ロングビーチ、六所神社、大磯城山公園、大磯海水浴場、高来神社、国府祭
- 二宮町 - 吾妻山、川勾神社、徳富蘇峰記念館

- 平塚八幡宮
- サザンビーチちがさき
- 江の島
- 寒川神社

### 県西地域
- 小田原市 - 小田原城・小田原城址公園（小田原市郷土文化館、小田原城歴史見聞館、こども遊園地など）、鈴廣かまぼこ博物館、石垣山・石垣山一夜城歴史公園、小田原こどもの森公園わんぱくらんど、小田原さかなセンター、神奈川県立生命の星・地球博物館、江之浦測候所、箱根ターンパイク、北条氏政・北条氏照墓所、報徳博物館、報徳二宮神社、小田原フラワーガーデン、フォレストアドベンチャー・小田原、曽我梅林、長興山のシダレザクラ、清閑亭、根府川温泉、古稀庵、小田原北條五代祭り、相模人形芝居、山王原大漁木遣唄
- 南足柄市 - 最乗寺、アサヒビール神奈川工場、モダン湯治 おんりーゆー、足柄峠
- 箱根町 - 箱根温泉、箱根ガラスの森、箱根ロープウェイ、箱根神社、芦ノ湖、大涌谷、箱根 彫刻の森美術館、ポーラ美術館、岡田美術館、箱根関、仙石原、箱根登山ケーブルカー、仙石原諏訪神社、強羅公園、箱根山、恩賜箱根公園、箱根ジオミュージアム、箱根小涌園ユネッサン、金時山、箱根 駒ヶ岳ロープウェー、千条の滝、明神ヶ岳、元箱根石仏群、箱根駅伝ミュージアム、箱根海賊船、箱根旧街道、箱根★サン＝テグジュペリ 星の王子さまミュージアム、箱根美術館、成川美術館、玉簾の滝、箱根園、箱根町立箱根湿生花園、早雲寺、早川、大観山、箱根登山電車あじさい電車、蓬莱園、飛龍の滝、箱根ラリック美術館、箱根武士の里美術館、フォレストアドベンチャー・箱根、道の駅箱根峠
- 湯河原町 - 湯河原温泉、万葉公園、不動滝、五所神社、町立湯河原美術館、西村京太郎記念館、星ヶ山公園、奥湯河原温泉、人間国宝美術館、湯河原海水浴場、しとどの窟、空中散歩館、幕山公園、湯河原梅林、吉浜の鹿島踊り
- 真鶴町 - 三ツ石、真鶴岬、お林展望公園、岩海水浴場、神奈川県立真鶴半島自然公園、荒井城址公園、貴船神社、貴船まつり
- 中井町 - 中井中央公園、震生湖、五所八幡宮
- 大井町 - 酒匂川
- 松田町 - 松田山ハーブガーデン、松田町寄ロウバイ園
- 山北町 - ユーシン渓谷、丹沢湖、中川温泉、洒水の滝、西丹沢ビジターセンター、山北鉄道公園、バウアーハウスジャパン、大野山、山北町健康福祉センター、中川の箒スギ、道の駅山北
- 開成町 - 開成町あじさいまつり

- 小田原城
- 小田原城址公園
- 芦ノ湖